# Hendrik Anthony Kramers
Hendrik Anthony Kramers (Róterdam, 17 de diciembre de 1894-Oegstgeest, 24 de abril de 1952) fue un físico neerlandés, autor de destacados trabajos en colaboración con Niels Bohr y con Werner Heisenberg sobre la aplicación de la teoría cuántica a las propiedades de la materia.

## Semblanza

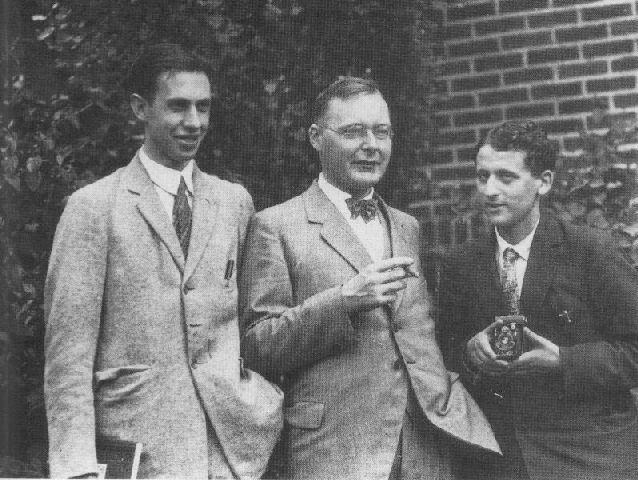
Hendrik Kramers (centro) con George Uhlenbeck y Samuel Goudsmit, circa 1928.

Era hijo del físico Hendrik Kramers y de Jeanne Susanne Breukelman. En 1912 terminó el instituto en Róterdam y estudió matemáticas y física en la Universidad de Leiden.
Después de trabajar durante casi diez años en el grupo de Bohr y convertirse en profesor asociado en la Universidad de Copenhague, Kramers salió de Dinamarca en 1926 y regresó a los Países Bajos. Se convirtió en profesor de física teórica en la Universidad de Utrecht, donde supervisó el trabajo de Tjalling Koopmans. En 1934 dejó Utrecht y sucedió a Paul Ehrenfest en Leiden. A partir de 1931 y hasta su muerte mantuvo una intensa relación con la Universidad Técnica de Delft.
Fue uno de los fundadores del Mathematisch Centrum de Ámsterdam.
En 1925, desarrolló con Werner Heisenberg la fórmula de dispersión de Kramers–Heisenberg. También se le atribuye la introducción en 1948 del concepto de renormalización en la teoría cuántica de campos. También introdujo el término "virtual" en un artículo publicado en las primeras semanas de 1924, y coescrito junto a Niels Bohr y John Slater. El término "virtual" hace referencia a partículas que no pueden ser detectadas directamente pero que participan como intermediarias. Dichas partículas pueden existir gracias al principio de incertidumbre, y no cumplen estrictamente con la ley de conservación de energía-momento por lo que se dice que están "off-shell".  
El 25 de octubre de 1920 se casó con Anna Petersen y la pareja tuvo tres hijos.

## Reconocimientos
Kramers se convirtió en miembro de la Real Academia de Artes y Ciencias de los Países Bajos en 1929, pero se vio obligado a renunciar en 1942 durante la Segunda Guerra Mundial, reincorporándose de nuevo en 1945. Kramers ganó la Medalla Lorentz en 1947 y la Medalla Hughes en 1951 concedida por la Royal Society «por su destacada labor en la teoría cuántica, en particular su aplicación a las propiedades ópticas y magnéticas de la materia».

## Eponimia
- El cráter Kramers en la Luna, que tiene ese nombre en su honor.[3]
- La fórmula de Kramers-Heisenberg
- La aproximación Wentzel-Kramers-Brillouin-Jeffries
- Las relaciones de Kramers-Kronig
- La dualidad Kramers–Wannier.